# Mirobaeoides reticulatus
Mirobaeoides reticulatus är en stekelart som beskrevs av Austin 1986. Mirobaeoides reticulatus ingår i släktet Mirobaeoides och familjen Scelionidae. Inga underarter finns listade i Catalogue of Life.